# وليد أبو السل
وليد أبو السل (مواليد 1963) هو لاعب كرة قدم سوري سابق، لعب مع المنتخب السوري في مركز الهجوم.

## بداياته
البداية كانت في الأحياء الشعبية في مدينة نوى محافظة درعا وفي المدرسة حيث لعب لمنتخب مدارس المحافظة انتقل للعب في مدينة دمشق مع شباب نادي الجيش وبعد تسعة شهور اختير ليمثّل منتخب شباب سوريا وذلك عام 1980.
ولعب لمنتخب شباب سوريا ومن ثم فريق رجال الجيش وحصل على البطولات المحلية وكان أحد هدّافي الفريق ومن ثم لعب لمنتخب سوريا الأول لمدة 12 سنة
من عام 1980 إلى 1992 وكان حينها أصغر اللاعبين عندما لعب للمنتخب وسجّل العديد من الأهداف في تلك الفترات.

## احترافه
كان احترافه الأول في نادي الاتحاد في محافظة ظفار مع زميله حسن ديب وبعد موسم جيد مع الاتحاد سجّل العديد من الأهداف وعرض عليه عقد من نادي صحم للعب في صفوفه بعدما أمّنو له كل المستلزمات وأحضروا له عائلته ولعب لمدة موسمين . أيضاً سجّل العديد من الأهداف خلال مشاركته مع صحم.

## اعتزاله
في 27 يوليو 2004 خاض وليد أبو السل آخر مباراة له كلاعب شارك فيها نجوم سوريا ضد نجوم الدوري العراقي وفاز فيها نجوم سوريا.[بحاجة لمصدر]

## روابط خارجية
- أعلام سورية